# Кызылата
Кызылата (каз. Қызылата) — село в Казыгуртском районе Туркестанской области Казахстана. Входит в состав Кокебельского сельского округа. Код КАТО — 514037400.

## Население
В 1999 году население села составляло 549 человек (279 мужчин и 270 женщин). По данным переписи 2009 года, в селе проживало 599 человек (315 мужчин и 284 женщины).